# Мінське воєводство
Мі́нське воєво́дство (лат. Palatinatus Minscensis, пол. Województwo mińskie) — адміністративно-територіальна одиниця Великого князівства Ливтовського та Речі Посполитої. Існувало в 1566–1793 роках. Створене на основі земель Троцького воєводства. Входило до складу Литовської провінції. Належало до регіону Литва. Розташовувалося в північній частині Речі Посполитої, на північному сході Литви. Головне місто — Мінськ. Очолювалося мінськими воєводами. Сеймик воєводства збирався у Мінську. Мало представництво із 2 сенаторів у Сенаті Речі Посполитої. Складалося з 3 повітів. Станом на 1772 рік площа воєводства становила 55 500 км². В середині 17 століття населення нараховувало 248 000 осіб. Ліквідоване 1793 року під час другого поділу Речі Посполитої. Територія воєводства увійшла до складу Мінської губернії Російської імперії.

## Адміністративний поділ
- Мінський повіт із центром у місті Мінськ
- Мозирський повіт із центром у місті Мозир
- Річицький повіт із центром у місті Річиця